# Claude Thoral
Claude Thoral, né le 26 décembre 1903 à Livry (Nièvre) et mort le 1er septembre 1961 à Sancoins, est un homme politique français.

## Biographie
Il est élu député Mouvement républicain populaire du Cher du 17 décembre 1947 au 4 juillet 1951